# René Le Bourdais
Pour les articles homonymes, voir Le Bourdais.
René Le Bourdais, sieur de Fresnay, Contrôleur ancien et mi-trienal du grenier à sel d'Ernée, renonça par procureur, le 11 avril 1669 à la qualité d'écuyer.
Il était auparavant juge criminel au duché-pairie de Mayenne et fut Premier maire de Mayenne de 1656 à 1659.